# Lilly von Klitzing
Lilly Josephine von Klitzing (* 16. Mai 2001 in Gera) ist eine deutsche Schauspielerin.

## Leben
Lilly von Klitzing ist die Tochter von Michael von Klitzing und Nicole von Klitzing, geb. Werner. Sie besuchte von 2007 bis 2015 die Freie Schule Prerow. Dann erhielt sie ein Vollstipendium der Landesschule Pforta in Naumburg und machte dort ihr Abitur im Zweig Naturwissenschaft. In der ARD-Fernsehserie Familie Dr. Kleist spielte sie 2016 in der Folge Spätzünderin die Rolle der Jessica und 2017 in der Folge Nord bei Nordwest – Waidmannsheil der Krimiserie Nord bei Nordwest Ruth Benedict, die 14-jährige Tochter eines Mordopfers. Tilmann P. Gangloff schrieb auf evangelisch.de über Nord bei Nordwest – Waidmannsheil: „Die jungen Darsteller der drei Jugendlichen (Pauline Rénevier, Lilly von Klitzing, Dennis Mojen) machen ihre Sache ebenfalls sehr gut.“ In der 3. Staffel der TV-Serie Charité (2021) ist Lilly von Klitzing in einer der Episodenrollen als westdeutsche Leistungsturnerin Katharina zu sehen. Lilly von Klitzing lebt im Ostseeheilbad Zingst.

## Filmografie
- 2016: Familie Dr. Kleist
- 2018: Nord bei Nordwest – Waidmannsheil
- 2021: Charité: Herzflimmern (Fernsehserie, eine Folge)